# Wellington (regione)
La regione di Wellington (in inglese Wellington Region) è una delle 16 regioni della Nuova Zelanda. 
Occupa la parte più meridionale dell'Isola del Nord e il suo capoluogo è Wellington.